# اس‌اس کنتوکین
اس‌اس کنتوکین (به انگلیسی: SS Kentuckian) یک کشتی بود که طول آن ۴۱۴ فوت ۲ اینچ (۱۲۶٫۲۴ متر) بود. این کشتی در سال ۱۹۱۰ ساخته شد.